# Sông Hudson
Sông Hudson là một con sông dài 315 dặm (507 km) chảy từ phía bắc đến phía nam chủ yếu qua phần phía đông tiểu bang New York ở Hoa Kỳ. Dòng sông này bắt nguồn từ các khối núi Adirondack thuộc Upstate New York và chảy về phía nam qua thung lũng Hudson đến vịnh Thượng New York nằm giữa thành phố New York và thành phố Jersey, cuối cùng chảy vào Đại Tây Dương ở cảng New York. Tại đầu phía nam, sông Hudson đóng vai trò là ranh giới chính trị giữa các bang New Jersey và bang New York. Xa hơn về phía bắc, dòng sông là ranh giới địa phương giữa một số quận ở New York. Nửa dưới sông Hudson là cửa sông thủy triều với có độ sâu lớn hơn vùng nước mà sông chảy vào, chứa vịnh Hudson, một cửa vào được hình thành trong thời kỳ Băng hà Đệ Tứ ở Bắc Mỹ gần đây nhất, ước tính khoảng từ 26.000 đến 13.300 năm trước. Dòng chảy của sông Hudson thay đổi hướng theo thủy triều, ngay cả với các khu vực nằm xa về phía bắc đến thành phố Troy, New York.
Sông Hudson được đặt theo tên của Henry Hudson, một thủy thủ người Anh làm việc cho công ty Đông Ấn Hà Lan, và là người đã khám phá ra dòng sông vào năm 1609, và sau đó là vịnh Hudson ở Canada, cũng được đặt tên này. Trước đây, nhà thám hiểm người Ý Giovanni da Verrazzano từng quan sát sông Hudson khi đang chèo thuyền cho Vua François I của Pháp vào năm 1524, và là người châu Âu đầu tiên được biết đến đã đi vào Vịnh Thượng New York, nhưng lúc đó Verrazzano xem nơi này chỉ là một cửa sông. Người Hà Lan gọi con sông là  sông Bắc  - với sông Delaware được gọi là sông Nam - và dòng sông có vai trò xương sống đối với thuộc địa Hà Lan ở Tân Hà Lan. Hudson là nơi các khu định cư thuộc địa tập trung vây quanh, và có tầm quan trọng chiến lược như là một cửa ngõ đi vào nội địa Hoa Kỳ, dẫn đến nhiều năm cạnh tranh giữa người Anh và người Hà Lan về quyền kiểm soát dòng sông và thuộc địa.
Trong suốt thế kỷ 18, thung lũng sông và cư dân nơi đây là chủ đề và nguồn cảm hứng của nhà văn Washington Irving, tác giả người Mỹ đầu tiên được quốc tế khen ngợi. Vào thế kỷ 19, khu vực này đã truyền cảm hứng cho trường phái nghệ thuật trường học sông Hudson thuộc chủ đề tranh phong cảnh, một phong cách mục vụ của Mỹ, cũng như các khái niệm về chủ nghĩa môi trường và vùng hoang dã. Hudson cũng là cửa ra phía đông của kênh đào Erie, được hoàn thành vào năm 1825 và là một huyết mạch giao thông quan trọng của Hoa Kỳ vào đầu thế kỷ 19.

## Tên gọi
Dòng sông được gọi là Ca-ho-ha-ta-te-a (có nghĩa là "con sông") theo cách gọi của liên minh Iroquois, và nó được biết đến có tên là Muh-he-kun-ne-tuk ("dòng sông chảy hai chiều" hay "vùng nước không bao giờ tĩnh lặng") theo cách gọi của bộ lạc Mohican, những người trước đây từng sinh sống cả hai bờ ở phần hạ lưu sông. Ý nghĩa của tên Mohican bắt nguồn từ phạm vi thủy triều dài của sông. Bộ lạc Da đỏ Delaware (Bartlesville, Oklahoma) xem người Mohican có quan hệ họ hàng gần, là một phần của người Lenape, và do đó, người Lenape cũng tuyên bố rằng sông Hudson là một phần của lãnh thổ tổ tiên của họ, hay còn được gọi là Muhheakantuck.
Tên châu Âu đầu tiên của sông Hudson là Rio San Antonio, do nhà thám hiểm người Bồ Đào Nha Estêvão Gomes đặt tên khi ông làm việc ở Tây Ban Nha và cũng là người đã khám phá bờ biển Trung Đại Tây Dương vào năm 1525.  Một tên khác ban đầu của sông được người Hà Lan sử dụng là Rio de Montaigne. Sau này, họ thường gọi dòng sông là Noortrivier, hoặc "sông Bắc", trong khi đó sông Delaware được gọi là Zuidrivier, hay "sông Nam". Ngoài ra, sông Hudson còn có những cái tên không phổ biến khác đó là Manhattes rieviere "sông Manhattan", "Groote Rivier" "sông Lớn", và de grootte Mouritse Reveere , hay "sông Mouritse Lớn" (Mourits là tên của một dòng họ ở Hà Lan).
Cho đến đầu những năm 1900, tên tiếng Anh "North River" là tên gọi của dòng sông ở vùng đô thị New York, sau đó việc sử dụng không phổ biến vẫn tiếp diễn cho đến hiện nay. Liên lạc vô tuyến trong giao thông vận chuyển thương mại vẫn sử dụng tên gọi này, đặc biệt là ở vùng sông Tappan Zee.
 Thuật ngữ này cũng tiếp tục được dùng để đặt tên cho các cơ sở hạ tầng ở vùng phía nam của con sông, ví dụ như cầu tàu sông Bắc, đường hầm sông Bắc, và công viên bang Riverbank. Người ta tin rằng bản đồ do nhà bản đồ học John Carwitham tạo ra vào năm 1740 là bản đồ đầu tiên sử dụng tên sông Hudson.

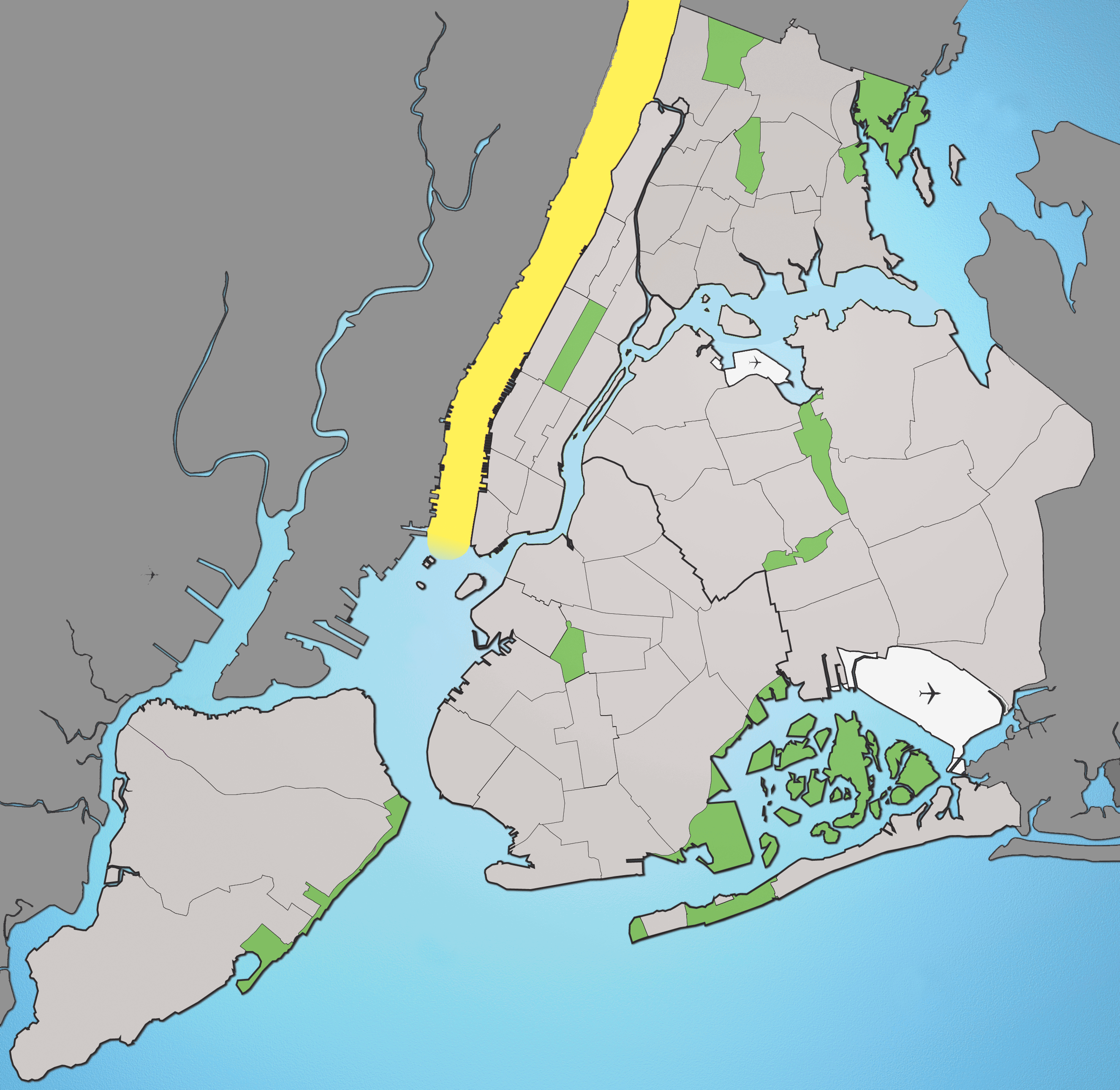
Cửa sông Hudson (màu vàng), nằm giữa thành phố Jersey và thành phố New York

Năm 1939, tạp chí Life mô tả dòng sông là "America's Rhine", khi so sánh nó với 40 dặm (64 km) thung lũng trung lưu thượng sông Rhein  ở Trung và Tây Âu.
Hudson chứa nhiều đoạn sông (khúc sông) có tên lịch sử riêng, theo đó các nhà thám hiểm và người định cư người Hà Lan đầu tiên đã thiết lập nhiều đoạn sông. Các điều kiện đi thuyền trên sông là giống nhau ở tất cả các đoạn, và tên các đoạn sông thường được sử dụng cho đến khi tàu hơi nước trở nên phổ biến. Tính từ nam đến bắc, sông Hudson có chứa các đoạn, đoạn Great Chip, Tappan Zee, vịnh Haverstraw, đoạn thuộc Seylmakers, Crescent hay đoạn thuộc Cook, đoạn thuộc Hoge hay High, đoạn Martyr hay Martelaire, đoạn thuộc Fisher, Lange Rack hay đoạn Long, Vasterack hay đoạn Vaste, Kleverack hay Claverack, Backerack hay đoạn thuộc Baker, đoạn thuộc Jan Playsier, và đoạn thuộc Hart hay Hunter.:10

## Địa chất
Theo các thuật ngữ địa chất, sông Hudson đôi khi được gọi là cửa sông. Trong thời kỳ Băng hà Đệ Tứ gần đây, sự triệt thoái của băng giá Wisconsin đã làm mực nước biển dâng cao, hình thành một vịnh hẹp nhấn chìm vùng đồng bằng ven biển và đưa nước mặn xấm lấn phía trên cửa sông. Đáy sông cũ bị xói mòn sâu bên ngoài hẻm núi Hudson, đường bờ hiện nay, và là một khu vực có nhiều cá. Trước kia, đáy sông được phân định rõ ràng nằm bên dưới các vùng nước Đại Tây Dương, kéo dài đến rìa thềm lục địa. Kết quả của thời kỳ băng hà và mực nước biển dâng cao, phần nửa dưới của sông Hudson hiện nay là cửa sông, bao gồm vịnh Hudson. Vịnh hẹp này được ước tính đã hình thành từ 26.000 đến 13.300 năm trước.
Dọc theo dòng sông, các vách dựng đứng được tạo nên từ các loại đá như đá bazan biến chất hay đá diabaz. Trong khi đó, các cao nguyên chứa chủ yếu là đá hoa cương và gneis với đá lửa xâm nhập; và từ Beacon đến Albany là đá phiến sét và đá vôi, hay chủ yếu là đá trầm tích.
Eo biển thủy triều The Narrows rất có khả năng được hình thành cách đây khoảng 6.000 năm vào cuối thời kỳ băng hà cuối cùng. Xưa kia, đảo Staten và Long Island từng nối liền với nhau, ngăn không cho sông Hudson xuyên qua eo biển Narrows để kết thúc dòng chảy và đổ vào biển. Vào lúc đó, sông Hudson đổ ra Đại Tây Dương theo dòng chảy lệch về hướng tây nhiều hơn, qua các phần của miền bắc New Jersey ngày nay, dọc theo sườn phía đông của dãy núi Watchung đến Bound Brook, New Jersey và sau đó đổ vào Đại Tây Dương qua vịnh Raritan. Sự tích tụ nước ở Vịnh Thượng New York cuối cùng đã giúp sông Hudson phá vỡ khối đất liền trước đó nối liền đảo Staten và Brooklyn để tạo thành eo biển Narrows như ngày nay. Thông qua lộ trình hiện tại giữa New Jersey và Thành phố New York, sông Hudson đã có một tuyến đường ngắn hơn đến Đại Tây Dương.

Trầm tích lơ lửng (suspended sediment), chủ yếu bao gồm đất sét bị xói mòn từ trầm tích băng và các hạt hữu cơ, có thể được tìm thấy rất nhiều ở dòng sông. Sông Hudson có lịch sử xói mòn tương đối ngắn, vì vậy dòng sông không có đồng bằng bồi đắp lớn gần cửa sông. Khác với đa số các cửa sông khác ở Hoa Kỳ, sự thiếu hụt trầm tích ở cửa sổ Hudson là rất đáng kể. Xung quanh cảng New York, trầm tích cũng chảy vào cửa sông từ đại dương khi dòng chảy của dòng sông hướng về phía bắc.

## Ô nhiễm

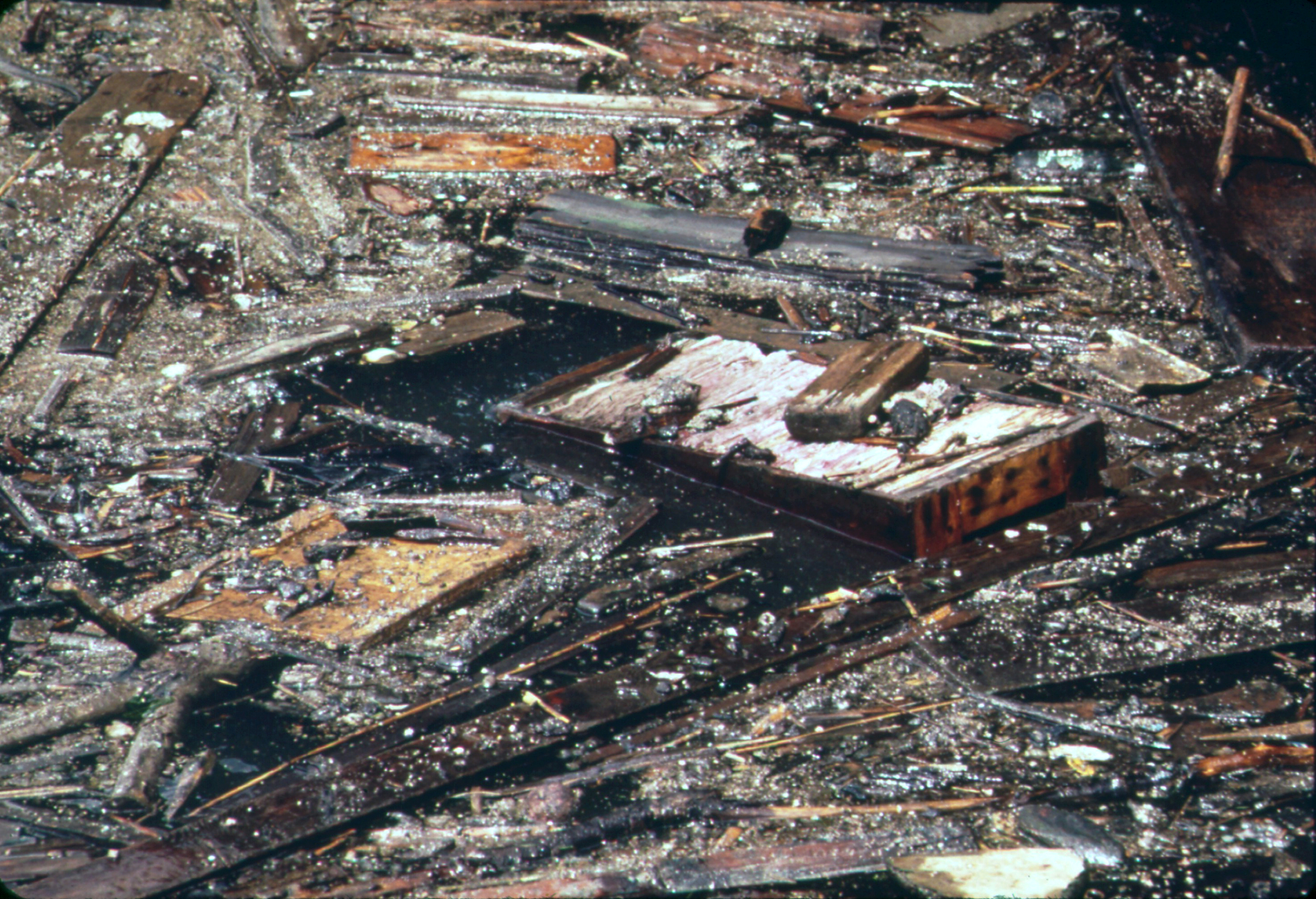
Các mảnh rác trôi trên sông gần Trung tâm Thương mại Thế giới (1973–2001), 1973

Trầm tích ở sông Hudson chứa một lượng lớn các chất ô nhiễm, tích tụ trong nhiều thập kỷ từ việc thải chất thải công nghiệp, các nhà máy xử lý nước và dòng nước thoát từ các đô thị. Tuy nhiên, xét về mặt tổng thể, chất lượng nước ở sông đã được cải thiện đáng kể từ thập niên 1990.

## Hệ động thực vật

### Sinh vật phù du

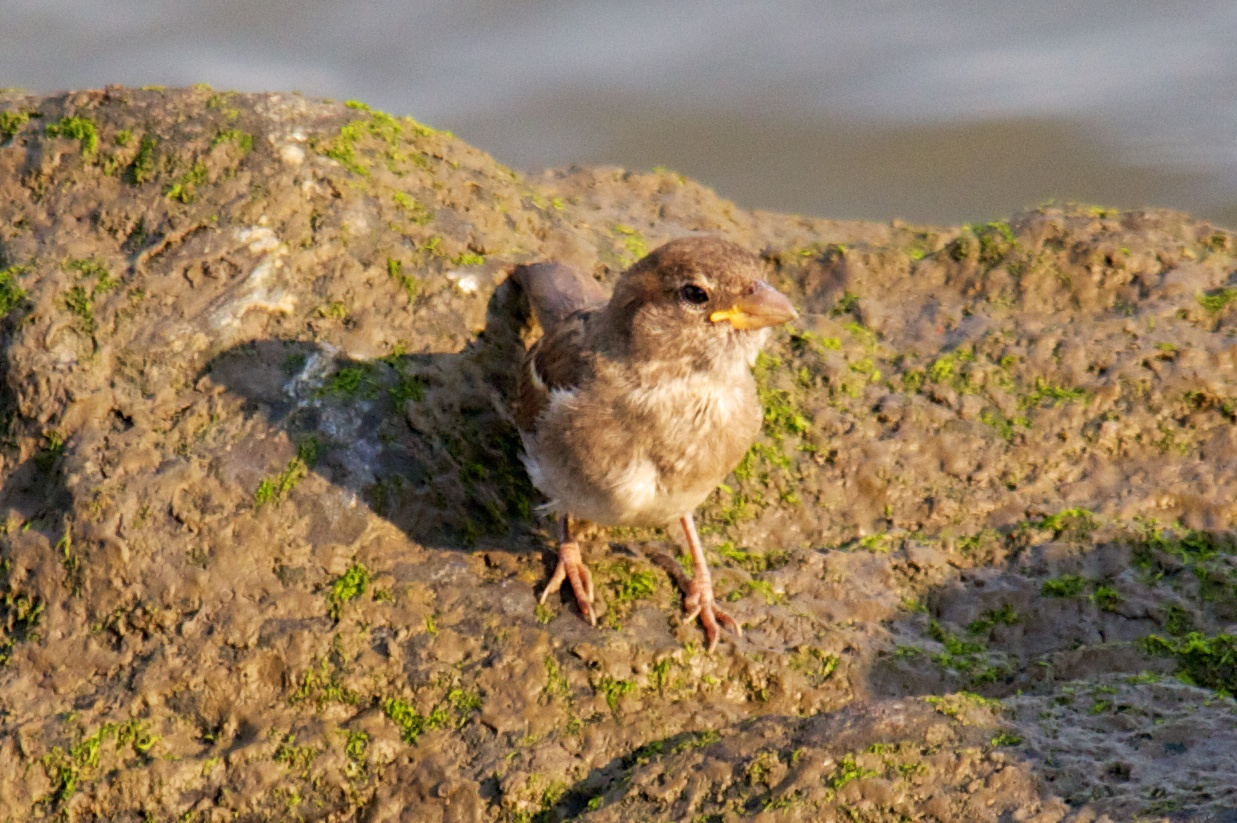
Một con chim sẻ nhà vị thành viên trên sông Hudson

Động vật phù du ở sông Hudson rất phong phú, có mặt ở cả vùng nước ngọt và nước mặn, và cung cấp nguồn thức ăn quan trọng cho ấu trùng và cá con.

### Động vật không xương sống
Vùng đáy hồ chứa các loài sinh vật có khả năng sinh sống trong các môi trường đáy mềm. Các vùng nước ngọt là nơi trú ngụ của các loài động vật bao gồm ấu trùng ruồi Chironomidae, giun Oligochaeta, ấu trùng ruồi săn mồi và các loài trong bộ Giáp xác chân hai loại. Trong khi đó, các vùng nước mặn thì có nhiều các loài giun Ngành Polychaete, động vật chân đốt và một số loài nhuyễn thể như trai. Những loài sinh vật này đào hang trong lớp trầm tích và giúp đẩy nhanh quá trình phân hủy chất hữu cơ. Cua xanh Đại Tây Dương là một trong những động vật không xương sống có kích thước lớn hơn. Phạm vi sinh sống của chúng giới hạn ở phía bắc.
Toàn bộ Hudson từng trở nên đông đúc hơn rất nhiều với các loài thân mềm hai mảnh vỏ ăn huyền phù bản địa. Trai nước ngọt rất phổ biến ở vùng nước nông (limnetic zone), nhưng quần thể của chúng đã giảm trong nhiều thập kỷ, có thể do môi trường sống bị thay đổi và do bị vẹm ngựa vằn xâm lấn. Các mảng hàu từng tràn lan ở vùng nước mặn, nhưng hiện đã giảm bớt do ô nhiễm và khai thác.

### Cá
Theo Chương trình Cửa sông Hudson NYSDEC, người ta tìm thấy trên sông Hudson có khoảng 220 loài cá, trong đó có 173 loài bản địa. Đánh bắt cá với mục đích thương mại từng rất phổ biến, tuy nhiên hầu hết hình thức đánh bắt đã ngừng hoạt động vào năm 1976 do ô nhiễm; tuy nhiên một số ít hình thức vẫn còn tồn tại cho đến ngày nay. Cá trích mình dày Mỹ là loài cá vây tay duy nhất được cho phép khai thác vì lợi nhuận, nhưng với số lượng hạn chế.

## Các hoạt động
Khu vực đất công viên bao quanh phần lớn sông Hudson; một số công viên nổi bật như công viên Battery và công viên Bang Tự do tại cửa sông, công viên Riverside ở Manhattan, công viên Điểm Croton, công viên Bang Núi Gấu, Công viên Bang Vua Bão và cao nguyên Hudson, công viên Bang Hồ Moreau, và các thượng nguồn của sông Hudson ở Khu vực Hoang dã Đỉnh cao.
Nằm giữa hai hạt Westchester và Rockland, cầu Tappan Zee mới có một con đường dành cho người đi bộ và đi xe đạp với chiều dài khoảng 3,6 dặm. Cũng tồn tại một con đường khác cũng dành cho người đi bộ và xe đạp xa hơn về phía bắc, giữa hai hạt Dutchess và Ulster: Lối đi qua Hudson, có chiều dài một chiều là 1,2 dặm.
Chính quyền cho phép người dân câu cá trên sông Hudson, tuy nhiên Bộ Y tế tiểu bang khuyến cáo không ăn cá đánh bắt từ đập South Glens cho đến đập Liên bang ở Troy. Phụ nữ dưới 50 tuổi và trẻ em dưới 15 tuổi được khuyên là không ăn bất kỳ loại cá nào được đánh bắt ở phía nam đập Thác Palmer ở làng Corinth, trong khi các đối tượng khác được khuyên ăn cá bất cứ nơi nào ở sông Hudson từ một đến bốn bữa mỗi tháng, tùy theo loài cá và địa điểm đánh bắt. Bộ Y tế dẫn chứng nồng độ thủy ngân, PCB, 2,3,7,8-Tetrachlorodibenzodioxin và cadmi là các hóa chất ảnh hưởng đến các loài cá ở những khu vực này.
Các loài cá bản địa phổ biến được đánh bắt với mục đích giải trí bao gồm cá vược sọc (trước đây là loài cá thương mại chính, nay thì chỉ được những người câu cá khai thác hợp pháp), cá nheo Mỹ, ameiurus catus, ameiurus nebulosus, cá rô vàng và morone americana. Cá vược miệng rộng và micropterus dolomieu cũng phổ biến, và là tâm điểm của các giải đấu bắt-và-thả cá.